# Altépetl

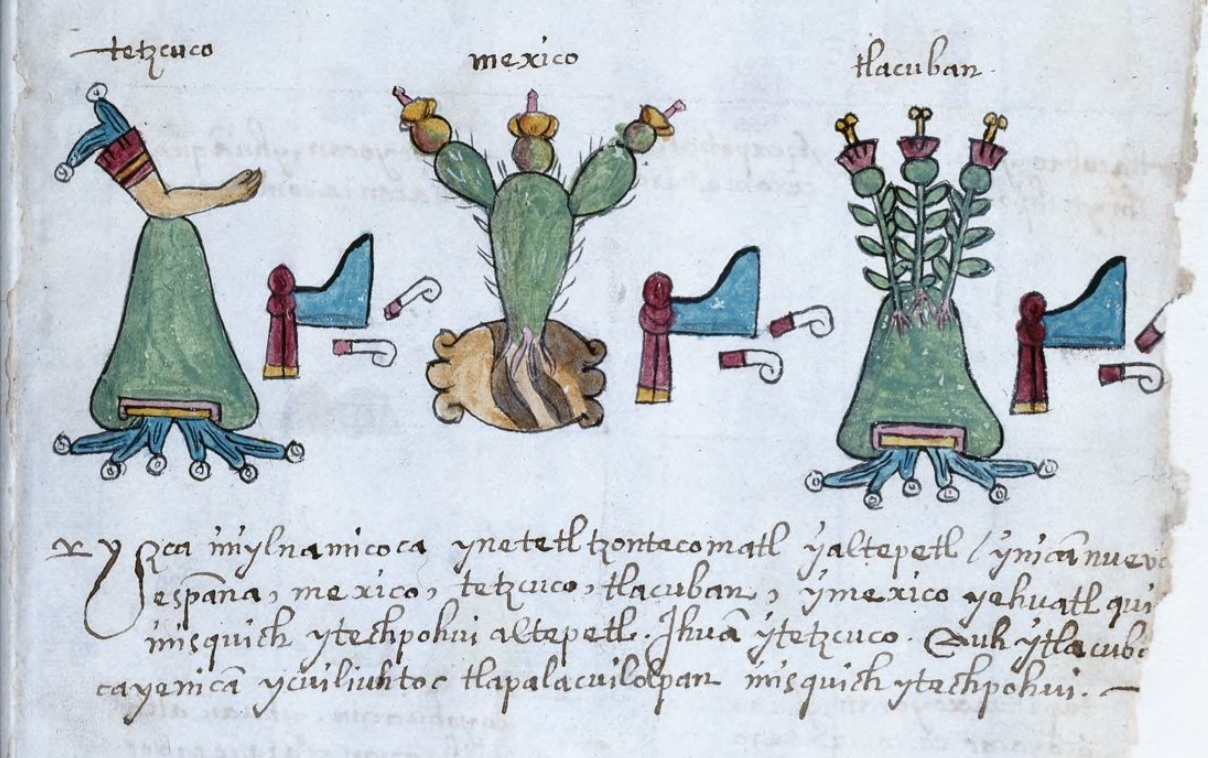
Representación pictográfica de tres altepemeh, a saber, los que integraron la Triple Alianza.

El altépetl (del náhuatl āltepētl, de āl- '[relativo al] agua' y tepē(tl) 'cerro, montaña'; plural: altepemeh) es uno de los conceptos culturales más importantes de Mesoamérica, que hace referencia a las entidades tanto étnicas como políticas y territoriales en que se organizaron los pueblos mesoamericanos en el Posclásico (1200-1521). En el Valle de México había por lo menos 50 de estas entidades políticas, aunque se estima la existencia de unas 200 en todo el centro de Mesoamérica. 
La forma āltepētl es un difrasismo que significa literalmente montaña de agua y se refiere a los asentamientos humanos poseedores de un territorio, tierras y por lo general habitados por una etnia de ancestros y pasados, incluida la lengua y una misma deidad protectora. Así, cada altépetl tenía su propia identidad cultural que lo diferenciaba de otros altepemeh. Fue la organización civil primordial de Mesoamérica (y la que conocieron los españoles a su llegada en 1519), gobernada por un tlatoani, máximo gobernante e integrante de la nobleza gobernante de los mismos. A los gobernantes de varios altepemeh, como Moctezuma Xocoyotzin se le denominó Sol de México. No sin reservas, en los estudios históricos contemporáneos son usados como sinónimos los términos señorío o ciudad-estado. 
Su uso fue propuesto y defendido por James Lockhart en su obra principal Los nahuas después de la Conquista en 1992, y es el término más aceptado por los historiadores e investigadores sobre Mesoamérica y su uso es más correcto que los términos occidentales ciudad, villa, pueblo, e incluso reino o imperio (como en el uso incorrecto de Imperio Azteca). En el caso de los mexicas, estos constituyeron el altépetl más poderoso de su tiempo, que dominó a otros altepemeh menores mediante la tributación, el despojo de esclavos y la aceptación religiosa de Huitzilopochtli como deidad máxima.

## Integración económica y social
En el Posclásico, la forma organizacional del altépetl tuvo mayor auge tras la caída de Tula en 1168 y la migración de grupos provenientes de Aridoamérica, que tomaron tradiciones y costumbres civiles de los toltecas. Estos iniciaron la formación de altepemeh basados en la organización local de los calpulli, entidades más pequeñas integradas por tlaxilacallis o grupos de familias que integraban un barrio en los que se organizaban los altepemeh y funcionales bajo las órdenes de jefes locales que integraban un consejo general que tomaba decisiones civiles y gobernados todos bajo el mandato único de los tlahtohque.
El sitio principal se veía expresado en el tecpan, o recinto ceremonial, en donde se reunía la nobleza (pipiltin) y el huey tlahtoani, así como los sacerdotes. El motor económico de los altepemeh era el tributo, aporte económico dado por los macehuales, grupo social mayoritario y sometido a la explotación de la nobleza, acumuladora del tributo (excedente económico). El altépetl se sostenía de los productos recaudados como tributo y producidos por los macehuales, así como de altepemeh más débiles y por lo general sometidos por medio de la guerra (razón de la belicosidad mexica que les permitía el dominio de un gran territorio). Los altepemeh contaban con espacios de intercambio de productos en escala local (tianguis o mercado) como vía para la diversificación y la subsistencia y a larga distancia mediante redes complejas trazadas y usadas por los pochtecas.
El tributo se distribuía entre la nobleza gobernante, los sacerdotes, la servidumbre de los mismos, pago a la burocracia y los servicios, es decir que con ciertas características propias, sucedía más o menos lo mismo que ocurre en cualquier estado de ese tiempo, de este y de los otros tiempos conocidos, excepto que fueran imaginarios. Este modelo de dominación implicaba ocasionales dinámicas bélicas de dominio y sujeción entre altepemeh para la obtención de mayores excedentes y hegemonía territorial, los cuales conformaron alianzas entre los más poderosos (el caso de la Triple Alianza de Tenochtitlan, Tlacopan y Texcoco) y subordinaron a los más pequeños. A la llegada de los españoles, los mexicas constituían un huey altépetl que gobernaba a un gran número de altepemeh (que a su vez tenían tributarios de menor tamaño), luego de vencer el poder tepaneca de Azcapotzalco.